# Selle Royal
Selle Royal est une entreprise italienne qui fabrique et distribue des selles de vélo. Il s'agit du leader mondial du secteur.

## Historique
Elle a été fondée en 1956 par Riccardo Bigolin à Pozzoleone en Vénétie.
Elle a acquis la marque anglaise Brooks England en 2002.

## Fi'z:ik

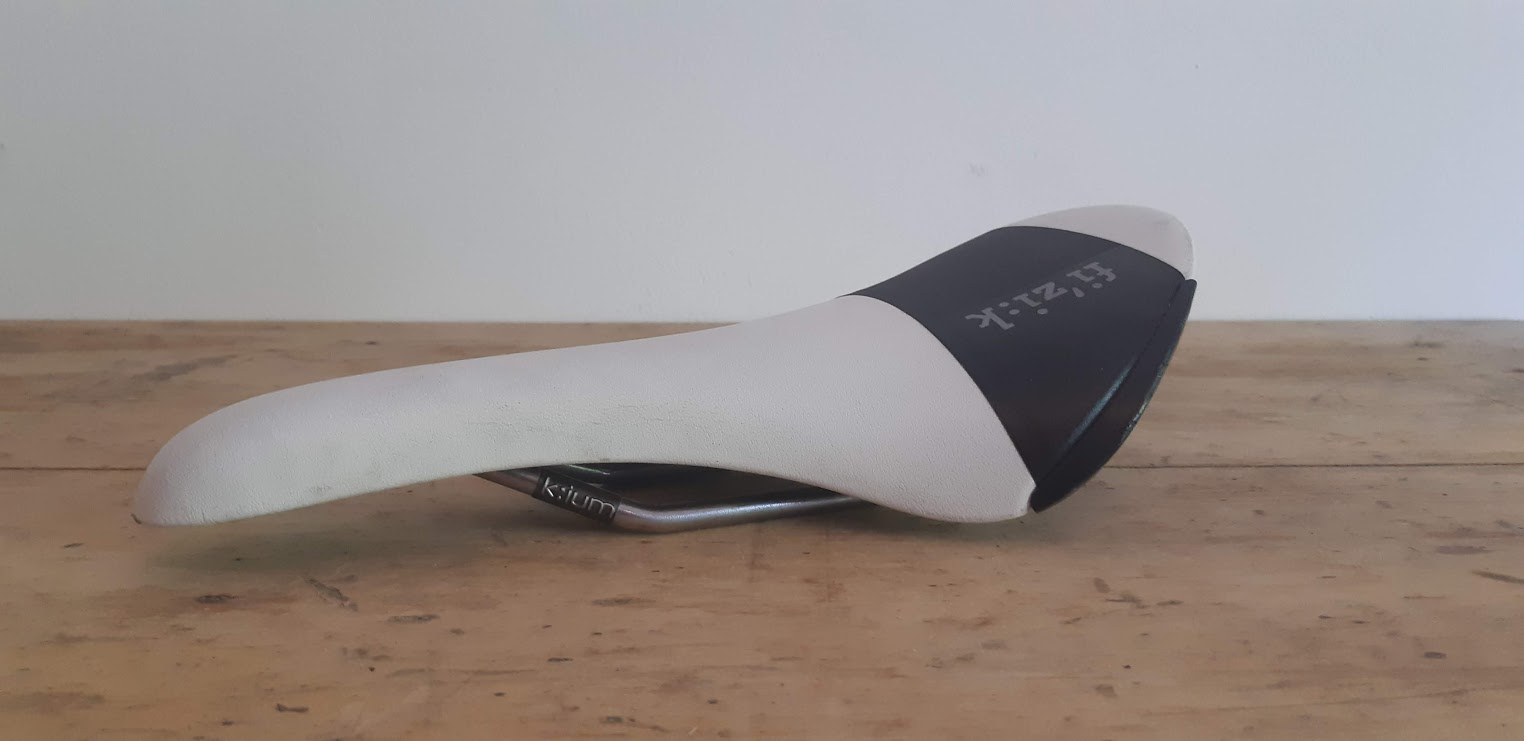
une selle Fi'z:ik Aliante R3

Fi'zi:k est une marque d'équipement de vélo fondée en 1996 basé dans la province de Vicence en Italie. La marque appartient au groupe Selle Royal, dont elle est la marque premium.
La marque est surtout connue pour ses selles et chaussures de vélo.

## Développement
Pour le développement ergonomique de ses selles, Selle Royal collabore avec l'Université allemande du sport de Cologne.